# 伊藤優輔
伊藤 優輔（いとう ゆうすけ、1997年1月14日 - ）は、東京都荒川区出身のプロ野球選手（投手）。右投右打。福岡ソフトバンクホークス所属。

## 経歴

### プロ入り前
荒川区立尾久八幡中学校では軟式野球チームの荒川ウェーブに所属し、3年夏に関東4強。
都立小山台高校では1年からエースナンバーを背負い、2年秋の都大会では堀越、早実、日大豊山を撃破するなどの活躍で8強進出。3年春には21世紀枠で第86回選抜高等学校野球大会に出場。1回戦で中山翔太ら擁する履正社と対戦し先発するも、8イニング11失点を喫し初戦敗退。3年夏の東東京都大会も準々決勝まで進むが、清水昇や郡拓也擁する帝京高校に敗れた。
中央大学では1年春から登板し、通算39試合登板、8勝13敗、防御率4.34。
三菱日立パワーシステムズ→三菱パワーでは、入社1年目に出場した日本選手権において、トヨタ自動車戦で2回を無失点に抑える好救援するなどチーム8強進出の原動力となり注目された。
2020年10月26日に行われたドラフト会議において読売ジャイアンツから4巡目で指名され、12月8日、契約金5000万円、年俸1000万円で仮契約した（金額は推定）。背番号は56。担当スカウトは円谷英俊。都立小山台高校出身者としては初のプロ野球選手となった。

### 巨人時代
2021年、5月15日のロッテとの二軍戦で公式戦初登板を果たしたが、その後に右肘痛で離脱。9月11日の三軍戦で実戦復帰した。一軍登板はなく、二軍では16試合に登板し、0勝2敗、防御率4.30を記録。11月1日に右肘内側側副靱帯再建術（トミー・ジョン手術）を受けた。11月15日、育成契約への移行を前提として自由契約とすることを通告された。12月9日、100万円減となる推定年俸900万円で育成選手として再契約した。背番号は056に変更された。
2022年はリハビリに専念し、実戦登板はなかった。
2023年は4月28日に三軍のシート打撃での登板を果たした。5月24日に三軍での実戦登板を果たすと、9月12日に二軍でも登板を果たした。
2024年は二軍のクローザーとして29試合に登板し、3勝0敗9セーブ、防御率0.90を記録。7月24日に再び支配下契約を締結した。背番号は52。同年は8試合に登板し、0勝0敗1ホールド、防御率1.04を記録。11月13日、120万円増となる推定年俸820万円で契約を更改した。

### ソフトバンク時代
2025年1月16日、甲斐拓也のFA移籍による人的補償として、福岡ソフトバンクホークスに移籍することが発表された。背番号は42。前身のダイエー時代を含み、ホークスが相手球団に人的補償を求めたのは初となった。

## 選手としての特徴・人物
しなやかなフォームからバランス良く投げ込む右の本格派投手。ドラフト指名後に出場した第91回都市対抗野球大会（ENEOSの補強選手として出場）において、2020年11月28日に自己最速を3km/h更新する156km/hを計測。最も自信のある球に直球、次点にカットボールを挙げ、その他にもフォーク、スライダー、カーブなどを投げる。
幼少期から大の巨人ファンで、上原浩治のファンであった。

## 詳細情報

### 年度別投手成績
| 年 度     | 球 団     | 登 板 | 先 発 | 完 投 | 完 封 | 無 四 球 | 勝 利 | 敗 戦 | セ 丨 ブ | ホ 丨 ル ド | 勝 率 | 打 者 | 投 球 回 | 被 安 打 | 被 本 塁 打 | 与 四 球 | 敬 遠 | 与 死 球 | 奪 三 振 | 暴 投 | ボ 丨 ク | 失 点 | 自 責 点 | 防 御 率 | W H I P |
| --------- | --------- | ----- | ----- | ----- | ----- | -------- | ----- | ----- | -------- | ----------- | ----- | ----- | -------- | -------- | ----------- | -------- | ----- | -------- | -------- | ----- | -------- | ----- | -------- | -------- | ------- |
| 2024      | 巨人      | 8     | 0     | 0     | 0     | 0        | 0     | 0     | 0        | 1           | ----  | 32    | 8.2      | 5        | 0           | 3        | 0     | 1        | 8        | 0     | 0        | 1     | 1        | 1.04     | 0.92    |
| 通算：1年 | 通算：1年 | 8     | 0     | 0     | 0     | 0        | 0     | 0     | 0        | 1           | ----  | 32    | 8.2      | 5        | 0           | 3        | 0     | 1        | 8        | 0     | 0        | 1     | 1        | 1.04     | 0.92    |

- 2024年度シーズン終了時

### 年度別守備成績
| 年 度 | 球 団 | 投手  | 投手  | 投手  | 投手  | 投手  | 投手     |
| 年 度 | 球 団 | 試 合 | 刺 殺 | 補 殺 | 失 策 | 併 殺 | 守 備 率 |
| ----- | ----- | ----- | ----- | ----- | ----- | ----- | -------- |
| 2024  | 巨人  | 8     | 0     | 1     | 0     | 0     | 1.000    |
| 通算  | 通算  | 8     | 0     | 1     | 0     | 0     | 1.000    |

- 2024年度シーズン終了時

### 記録
初記録
- 初登板：2024年7月30日、対阪神タイガース16回戦（阪神甲子園球場）、7回裏に3番手で救援登板、1回無失点[28]
- 初奪三振：同上、7回裏に中野拓夢から空振り三振[28]
- 初ホールド：2024年8月7日、対広島東洋カープ15回戦（東京ドーム）、11回表に6番手で救援登板、1回無失点[29]

### 背番号
- 56（2021年[8]）
- 056（2022年[15] - 2024年7月23日）
- 52（2024年7月24日[20] - 同年終了）
- 42（2025年[23] - ）